# Lambayeque (província)
Lambayeque é uma província do Peru localizada na região de Lambayeque. Sua capital é a cidade de Lambayeque.

## Distritos da província
- Chochope[2]
- Illimo[3]
- Jayanca[4]
- Lambayeque[5]
- Mochumi[6]
- Morrope
- Motupe
- Olmos
- Pacora
- Salas
- San José
- Túcume